# Hồ Biểu Chánh
Hồ Biểu Chánh (胡表政,1884–1958), tên thật là Hồ Văn Trung (胡文中), tự Biểu Chánh (表政), hiệu Thứ Tiên (次仙); là một nhà văn tiên phong của miền Nam Việt Nam ở đầu thế kỷ 20. Ông là một viên chức dưới thời Pháp thuộc và làm quan đến chức Đốc phủ sứ.
Ông có 9 người con, 5 trai và 4 gái. Con trưởng là Hồ Văn Kỳ Trân là một nhà báo và Dân biểu thời Việt Nam Cộng hòa, người con thứ 7 là Đại tá Hồ Văn Di Hinh, nguyên là thị trưởng Đà Lạt, và cháu đích tôn của ông là Hồ Văn Kỳ Thoại, Phó đề đốc Hải quân của Quân lực Việt Nam Cộng hoà.

## Tiểu sử
Ông sinh năm 1884 (trong giấy khai sinh ghi ngày 1 tháng 10 năm 1885) tại làng Bình Thành, tỉnh Gò Công (nay thuộc ấp Thành Nhứt, xã Bình Xuân, thành phố Gò Công, tỉnh Tiền Giang).
Ông xuất thân trong một gia đình nông dân, thuở nhỏ học chữ Nho, sau đó chuyển qua học quốc ngữ, rồi vào trường trung học ở Mỹ Tho và Sài Gòn.
Năm 1905, sau khi đậu Thành chung, ông thi vào ngạch ký lục của Soái phủ Nam Bộ; làm ký lục, thông ngôn, thăng dần đến đốc phủ sứ (1936), từng giữ chức chủ quận (quận trưởng) ở nhiều nơi. Ông vốn có tiếng thanh liêm, yêu dân, thương người nghèo khổ.
Tháng 8 năm 1941, sau khi ông về hưu, được Pháp mời làm cố vấn với danh hiệu Nghị viện Hội đồng Liên bang Đông Dương và Phó Đốc lý thành phố Sài Gòn, đồng thời làm giám đốc những tờ báo tuyên truyền cho chủ nghĩa Pháp-Việt.
Sau khi tái chiếm Nam Bộ năm 1946, Cộng hòa tự trị Nam Kỳ được thành lập, ông được mời làm cố vấn cho chính phủ Nguyễn Văn Thinh. Nhưng chỉ được mấy tháng, khi chính phủ Nguyễn Văn Thinh sụp đổ, ông lui về quê ở ẩn và dành trọn những năm tháng còn lại cho sự nghiệp văn chương.
Ông mất ngày 4 tháng 9 năm 1958 tại Phú Nhuận, Gia Định; thọ 73 tuổi.
Lăng mộ ông hiện nay được đặt ở đường Thống Nhất, phường 11 quận Gò Vấp.

## Sự nghiệp văn chương
Khi viết văn, ông lấy tên tự ghép với họ là Hồ Biểu Chánh, trở thành một bút danh bất hủ, được nhiều người biết đến và quý mến hơn tên thật Hồ Văn Trung của ông.
Ông sáng tác văn học rất nhiều và để lại hơn 100 tác phẩm gồm tiểu thuyết và các thể loại khác, như: nghiên cứu, phê bình văn học, sáng tác tuồng hát cùng các bản dịch văn học cổ điển Trung Quốc như Tình sử, Kim cổ kỳ quan... đóng góp rất nhiều cho sự phát triển của nền văn học Việt Nam hiện đại.
Tiểu thuyết của ông thuộc về thời kỳ đầu của văn học chữ quốc ngữ, cốt truyện đơn giản, triết lý chủ đạo là thiện thắng ác, ở hiền gặp lành, điểm đặc biệt là rất Nam Bộ, từ giọng văn đến miêu tả con người. Ông có phóng tác một số tiểu thuyết Pháp.
Hồ Biểu Chánh sở trường về viết văn xuôi tự sự. Đề tài phần lớn là cuộc sống Nam Bộ từ nông thôn đến thành thị những năm đầu thế kỷ 20 với những xáo trộn xã hội do cuộc đấu tranh giữa mới và cũ. Cách diễn đạt của ông nôm na, bình dị. Ông đã có những đóng góp to lớn vào sự hình thành thể loại tiểu thuyết trên chặng đường phôi thai. Ông để lại một khối lượng sáng tác không nhỏ: 64 tiểu thuyết, 12 tập truyện ngắn và truyện kể, 12 vở hài kịch và ca kịch, 5 tập thơ và truyện thơ, 8 tập ký, 28 tập khảo cứu-phê bình. Ngoài ra, còn có các bài diễn thuyết và 2 tác phẩm dịch.

## Các tác phẩm
- Dịch thuật:
  - Tân soạn cổ tích (cổ văn Trung Quốc, Sài Gòn-1910)
  - Lửa ngún thình lình (dịch tiếng Pháp, SG, 1922)
- Thơ:
  - U tình lục (Sài Gòn – 1910)
  - Vậy mới phải (Long Xuyên – 1913)
  - Biểu Chánh thi văn (Tập i, ii, iii bản thảo)
- Tùy bút phê bình:
  - Chưởng Hậu quân Võ Tánh (Sài Gòn – 1926)
  - Chánh trị giáo dục (Gò Công – 1948)
  - Tùy bút thời đàm (Gò Công – 1948)
- Hồi ký:
  - Ký ức cuộc đi Bắc Kỳ (1941)
  - Mấy ngày ở Bến Súc (1944)
  - Đời của tôi: 1. Về quan trường, 2. Về Văn nghệ, 3. Về phong trào cách mạng
  - Một thiên ký ức: Nam Kỳ cộng hòa tự trị (Gò Công – 1948)
  - Tâm hồn tôi (Gò Công – 1949)
  - Nhàn trung tạp kỷ (tập i, ii, iii Gò Công – 1949)
- Hài kịch:
  - Tình anh em (Sài Gòn – 1922)
  - Toại chí bình sinh (Sài Gòn – 1922)
  - Đại nghĩa diệt thân (Bến Súc – 1945)
- Hát bội:
  - Thanh Lệ kỳ duyên (Sài Gòn 1926 – 1941)
  - Công chúa kén chồng (Bình Xuân – 1945)
  - Xả sanh thủ nghĩa (Bình Xuân – 1945)
  - Trương Công Định qui thần (Bình Xuân – 1945)
- Cải lương:
  - Hai khối tình (Sài Gòn – 1943)
  - Nguyệt Nga cống Hồ (Sài Gòn – 1943)
  - Vì nước vì dân (Gò Công - 1947)
- Đoản thiên:
  - Chị Hai tôi (Vĩnh Hội – 1944)
  - Thầy Chung trúng số (Vĩnh Hội – 1944)
  - Ngập ngừng (Vĩnh Hội)
  - Một đóa hoa rừng (Vĩnh Hội – 1944)
  - Hai Thà cưới vợ (Vĩnh Hội)
  - Lòng dạ đàn bà (Sài Gòn – 1935)
- Truyện ngắn:
  - Chuyện trào phúng, tập I, II (Sài Gòn – 1935)
  - Chuyện lạ trên rừng (Bến Súc – 1945)
  - Truyền kỳ lục (Gò Công – 1948)
- Biên khảo:
  - Pétain cách ngôn Á đông triết lý hiệp giải (Sài Gòn – 1942)
  - Gia Long khai quốc văn thần (Sài Gòn – 1944)
  - Gia Định Tổng trấn (Sài Gòn)
  - Chấn hưng văn học Việt Nam (Sài Gòn – 1944)
  - Trung Hoa tiểu thuyết lược khảo (Sài Gòn – 1944)
  - Đông Châu liệt quốc chí bình nghị (Bến Súc – 1945)
  - Tu dưỡng chỉ nam (Bến Súc – 1945)
  - Pháp quốc tiểu thuyết lược khảo (Bình Xuân – 1945)
  - Một lằn chánh khí: Văn Thiên Tường (BX 1945)
  - Nhơn quần tấn hóa sử lược (Gò Công – 1947)
  - Âu Mỹ cách mạng sử (Gò Công – 1948)
  - Việt ngữ bổn nguyên (Gò Công – 1948)
  - Thành ngữ tạp lục (Gò Công – 1948)
  - Phật tử tu tri (Gò Công)
  - Nho học danh thơ (Gò Công)
  - Thiền môn chư Phật (Gò Công – 1949)
  - Địa dư đại cương (Gò Công)
  - Hoàng cầu thông chí (Gò Công)
  - Phật giáo cảm hóa Trung Hoa (1950)
  - Phật giáo Việt Nam (1950)
  - Trung Hoa cao sĩ, ẩn sĩ, xứ sĩ (1951)
  - Nho giáo tinh thần (1951)
- Tiểu thuyết:
  - Ai làm được (Cà Mau 1912, phỏng theo André Cornelis của Paul Bourget)
  - Ái tình miếu (Vĩnh Hội – 1941)
  - Bỏ chồng (Vĩnh Hội – 1938)
  - Bỏ vợ (Vĩnh Hội – 1938)
  - Bức thơ hối hận (Gò Công – 1953)
  - Cay đắng mùi đời (Sài Gòn - 1923, phỏng theo Không gia đình của Hector Malot)
  - Cha con nghĩa nặng (Càn Long - 1929)
  - Chị Đào, Chị Lý (Phú Nhuận – 1957)
  - Chúa tàu Kim Qui (Sài Gòn - 1923, phỏng theo Bá tước Monte Cristo của Alexandre Dumas)
  - Chút phận linh đinh (Càn Long – 1928, phỏng theo Trong gia đình của Hector Malot)
  - Con nhà giàu (Càn Long – 1931)
  - Con nhà nghèo (Càn Long – 1930)
  - Cư Kỉnh (Vĩnh Hội – 1941)
  - Cười gượng (Sài Gòn – 1935)
  - Đại nghĩa diệt thân (Sài Gòn – 1955)
  - Dây oan (Sài Gòn – 1935)
  - Đỗ Nương Nương báo oán (Sài Gòn - 1954)
  - Đóa hoa tàn (Vĩnh Hội – 1936)
  - Đoạn tình (Vĩnh Hội – 1940)
  - Đón gió mới, nhắc chuyện xưa (Phú Nhuận – 1957)
  - Hai chồng (Sài Gòn – 1955)
  - Hai khối tình (Vĩnh Hội – 1939)
  - Hai vợ (Sài Gòn – 1955)
  - Hạnh phúc lối nào (Phú Nhuận – 1957)
  - Kẻ làm người chịu (Càn Long – 1928)
  - Khóc thầm (Càn Long – 1929)
  - Lá rụng hoa rơi (Sài Gòn – 1955)
  - Lạc đường (Vĩnh Hội – 1937)
  - Lẫy lừng hào khí (Phú Nhuận – 1958)
  - Lời thề trước miễu (Vĩnh Hội – 1938)
  - Mẹ ghẻ con ghẻ (Vĩnh Hội – 1943)
  - Một chữ tình (Sài Gòn – 1923)
  - Một đời tài sắc (Sài Gòn – 1935)
  - Một duyên hai nợ (Sài Gòn – 1956)
  - Nam cực tinh huy (Sài Gòn – 1924)
  - Nặng bầu ân oán (Gò Công – 1954)
  - Nặng gánh cang thường (Càn Long - 1930)
  - Ngọn cỏ gió đùa (Sài Gòn – 1926, phỏng theo Những người khốn khổ của Victor Hugo)
  - Người thất chí (Vĩnh Hội – 1938, phỏng theo Tội ác và hình phạt của Fyodor Mikhailovich Dostoevsky)
  - Nhơn tình ấm lạnh (Sài Gòn – 1925)
  - Những điều nghe thấy (Sài Gòn – 1956)
  - Nợ đời (Vĩnh Hội – 1936)
  - Nợ tình (Phú Nhuận – 1957)
  - Nợ trái oan (Phú Nhuận – 1957)
  - Ở theo thời (Sài Gòn – 1935)
  - Ông Cả Bình Lạc (Sài Gòn – 1956)
  - Ông Cử (Sài Gòn – 1935)
  - Sống thác với tình (Phú Nhuận – 1957)
  - Tại tôi (Vĩnh Hội – 1938)
  - Tân Phong nữ sĩ (Vĩnh Hội – 1937)
  - Tắt lửa lòng (Phú Nhuận – 1957)
  - Thầy Thông ngôn (Sài Gòn – 1926)
  - Thiệt giả, giả thiệt (Sài Gòn – 1935)
  - Tiền bạc, bạc tiền (Sài Gòn – 1925)
  - Tìm đường (Vĩnh Hội – 1939)
  - Tình mộng (Sài Gòn – 1923)
  - Tơ hồng vương vấn (1955)
  - Trả nợ cho cha (Sài Gòn – 1956)
  - Trọn nghĩa vẹn tình (Gò Công – 1953)
  - Trong đám cỏ hoang (Phú Nhuận – 1957)
  - Từ hôn (Vĩnh Hội – 1937)
  - Vì nghĩa vì tình (Càn Long – 1929)
  - Vợ già chồng trẻ (Phú Nhuận – 1957)
  - Ý và tình (Vĩnh Hội – 1938 – 1942)
  - Người vợ hiền (?) *

## Phim
Chuyển thể từ các tác phẩm của Hồ Biểu Chánh, có:
- Con nhà nghèo (1998)
- Ân oán nợ đời (2002)
- Nợ đời (2002)
- Chúa tàu Kim Quy (2002)
- Cay đắng mùi đời (2007)
- Tại tôi (2009)
- Tân Phong nữ sĩ (2009)
- Tình án (2009)
- Khóc thầm (2010)
- Lòng dạ đàn bà (2011)
- Ngọn cỏ gió đùa (2013)
- Hai khối tình (2015)
- Con nhà giàu (2015)
- Thế thái nhân tình (2017)
- Duyên định kim tiền (2017)
- Tơ hồng vương vấn (2017)
- Oan trái nghĩa tình (2019)
- Lỗi đạo cang thường (2022)
- Gieo nhân (2023)
- Nợ đời vay trả (2024)